# Gálvez (1814)
El bergantín Gálvez fue un buque de la Armada Española que, tras ser capturado por la Armada Argentina, participó en la Guerra de la Independencia de Argentina como parte de la escuadra de las Provincias Unidas del Río de la Plata.

## Historia
Con el nombre San Julián y el alias de Gálvez, el bergantín (o sumaca) era parte de las fuerzas de la Real Escuadra en el Apostadero de Montevideo. 
Al mando del teniente de fragata Pascual de Cañizo participó de la Campaña Naval de 1814 y formó parte de la escuadra realista que comandada por el capitán de fragata Jacinto de Romarate se enfrentó a la escuadra leal a la Junta de Buenos Aires en el combate de Martín García librado entre el 10 y el 15 de marzo de 1814.
En la jornada del 10 de marzo, el San Julián formó en línea con el bergantín Aranzazú a estribor y la cañonera Perla a babor. El 15 de marzo se produjo el decisivo asalto y ocupación de la Isla Martín García por las fuerzas argentinas, por lo que la división de Romarate debió huir y refugiarse en el río Uruguay, mientras Brown iniciaba el bloqueo de Montevideo.
La nave participó del Combate de Arroyo de la China (hoy Concepción del Uruguay) del 28 de marzo de 1814, donde Romarate venció a una escuadradrilla al mando de Tomás Nother. 
Tras la rendición de la plaza realista el 23 de junio, Romarate entregó sus fuerzas. 
El Gálvez fue incorporado a la flota de Buenos Aires en diciembre de 1814 al mando del capitán Edmundo Denney y se destinó a tareas de patrulla en el Río de la Plata. En marzo de 1815 se hizo cargo del comando el capitán Pedro Mom y rearmada con 2 cañones de a 8 lb, 8 de a 6 lb y 4 esmeriles continuó operando contra las fuerzas enemigas de Buenos Aires en el litoral. En enero de 1816 quedó al mando del capitán Lázaro Roncallo hasta octubre de ese año cuando fue parcialmente desarmada, permaneciendo al mando el capitán Pedro Dautant hasta enero de 1817 y del teniente Nicolás Picón hasta febrero de ese año. En junio fue rearmada con 2 cañones de a 18 lb y 8 de a 6 lb y puesta al mando del sargento mayor Miguel Ferrer. 

### Motín en Carmen de Patagones
En noviembre fue destinada a trasladar a Carmen de Patagones al sargento mayor Julián Sayós, designado Comandante Militar y Político de la Patagonia en reemplazo del capitán Francisco Sancho. 
La nave trasladaba también detenidos destinados al presidio de Patagones, los que tras desembarcar se amotinaron y coparon el fuerte. Sayós y el capitán de la Gálvez fueron capturados al desembarcar y fusilados en la noche del 4 de diciembre de 1817. José Robles, guardián de la Gálvez, consiguió soltar amarras y desde el Río Negro bombardeó las posiciones de los rebeldes mientras establecía contacto con vecinos del pueblo lo que le permitió finalmente sofocar el levantamiento. Tras establecer a Sancho de nuevo en la comandancia, Robles condujo al Gálvez a Buenos Aires arribando el 4 de enero de 1818.
En abril de ese año fue destinado a ahuyentar una división brasileña que tras remontar el Río Uruguay se había establecido en Arroyo de la China y soliviantaba la población.
Al regresar a Buenos Aires, en razón de su mal estado fue estacionado en la boca del Riachuelo donde al mando del ahora sargento mayor Pedro Mom continuó prestando servicios de control del acceso hasta la noche del 19 de agosto de 1820 en que naufragó durante un temporal.
Aunque fue reflotado y regresado a sus funciones permaneció muy dañado en su casco por lo que un nuevo temporal lo hundió en los primeros meses de 1821. En marzo había sido desguazado y un oficio del 15 de abril de ese año en referencia al "bergantín perdido Gálvez" detalla la recuperación de sus cureñas, cocina y otros enseres.